# Freetown
Freetown je nejlidnatější a hlavní město Sierry Leone. Leží na severní straně poloostrova, kde se stejnojmenná řeka vlévá do Atlantského oceánu, v Západní oblasti. V roce 2024 zde žilo přibližně 1,35 milionu obyvatel. Město leží v nadmořské výšce 26 m n. m. v oblasti s tropickým monzunovým podnebím.

## Poloha
Město se nachází na břehu Atlanského oceánu. Ze severní strany se potom rozkládá rozeklaný a široký Tagrinský záliv (anglicky Tagrin Bay). Město samotné zabírá plochu na cca 38 km dlouhém již uvedeném poloostrovu, umístěno je v jeho severní části mezi menšími návršími a mořským břehem. Ze západní strany je potom patrná pláž Lumley Beach, oddělená od zbytku města lagunou (Aberdeen Creek).

## Klimatické poměry
Stejně jako zbytek Sierry Leone má Freetown tropické klima s obdobím dešťů, které se táhne od května do listopadu. Zbytek roku potom tvoří období sucha. Začátek a konec období dešťů provázejí silné bouřky. Počasí ovlivňuje monzunový cyklus. Velmi četné srážky činí z města jedno z nejdeštivějších v západní Africe.
Vysoká míra vzdušné vlhkosti je v období od prosince do února přerušena známým větrem s názvem Harmattan, který vane ze saharské poušti. Díky tomu město zažívá v daném období o trochu chladnější podnebí. Průměrná roční teplota zde činí 28 °C, extrémy se pohybují od 15 °C (nejchladnější) do 38 °C (nejteplejší).

## Obyvatelstvo
Populace města je etnicky velmi rozmanitá, nicméně dominantním jazykem je zde jazyk Krio. Většina obyvatel města jsou muslimové, žije zde ale také početná menšina křesťanů. V centru města stojí ústřední mešita. Zhruba tři čtvrtiny obyvatel Freetownu žijí v neformálně zbudovaných částech města, které jsou většinou slumy.

## Administrativní dělení
Město se dělí na tři regiony: East End, Central a West End. Ty se dále dělí na místní části. East End je z hlediska počtu obyvatel nejlidnější, nicméně jsou zde nejhorší podmínky k životu.

## Historie

### Vznik města

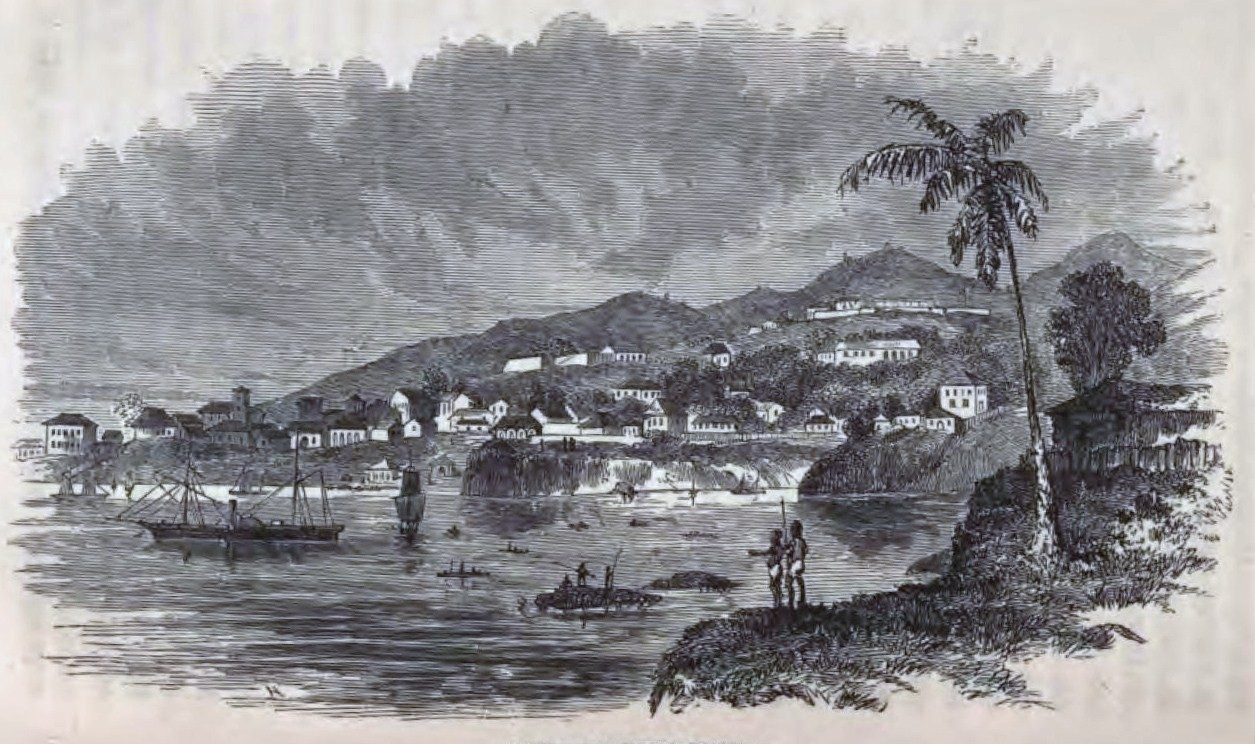
Freetown v roce 1856.

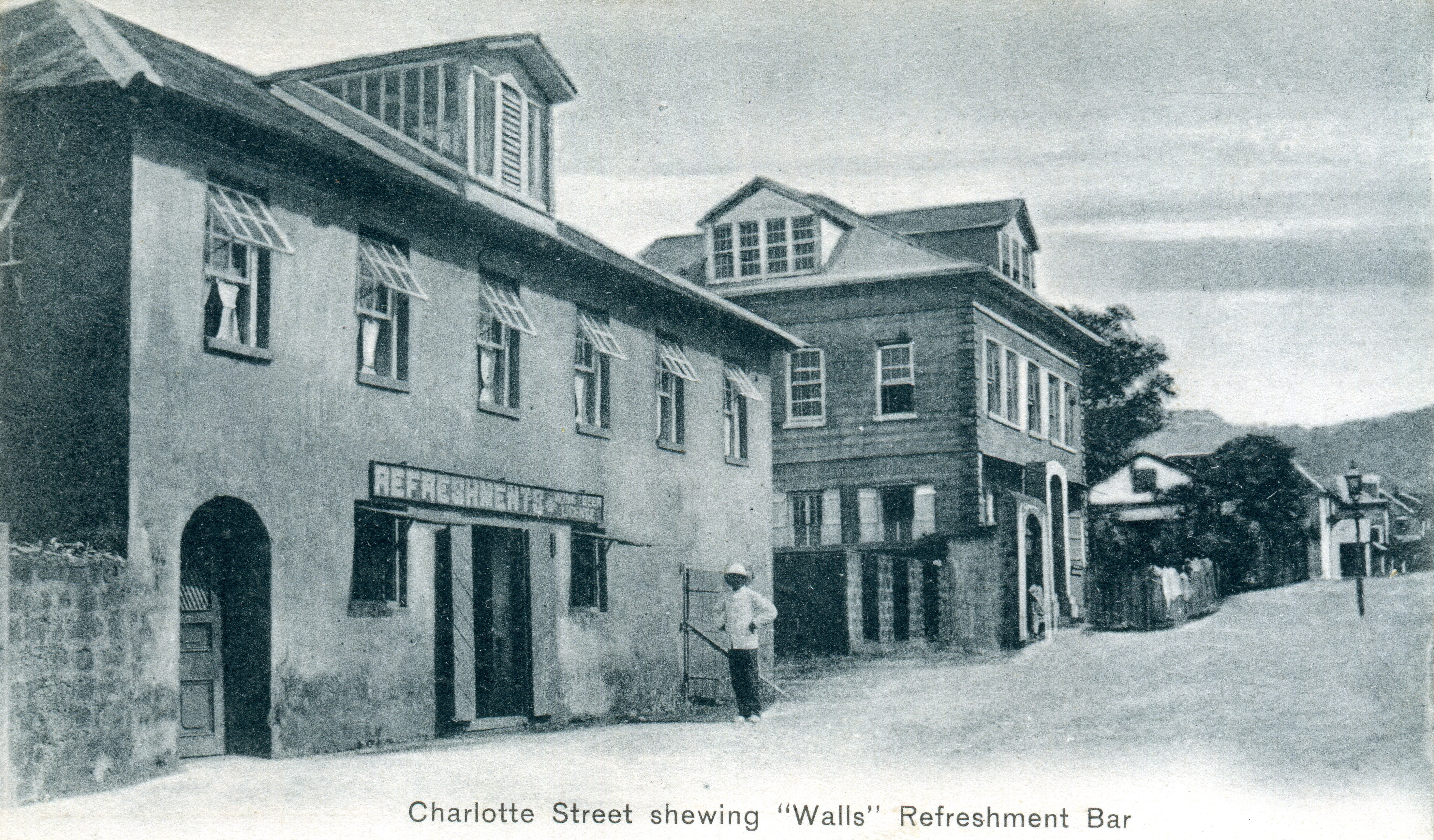
Domy v centru města roku 1905.

Freetown byl založen Brity roku 1787 jako osada pro osvobozené otroky, kteří jsou dnes známí jako etnikum Krio (Kreolové). Celou kolonizaci iniciovala společnost Sierra Leone Company a na počátku sem bylo dovezeno na 1600 lidí. Na začátku 19. století měl Freetown jen okolo 1900 obyvatel. Brzy však byla pro osvobozené Afroameričany vybudovaná nová část města s názvem Wilberforce, čímž se začal počet obyvatel podstatněji zvyšovat. 
Začátky existence města byly nesnadné. V roce 1800 došlo ke vzpouře, kterou Britové potlačili pomocí Jamaičanů. 34 osadníků bylo deportováno na ostrov Sherbro nebo do trestanecké kolonie. Někteří Jamajčané se zde po potlačení povstání usadili. Pro ochranu kolonie zde byla roku 1805 postavena pevnost. Město bylo spravováno samostatně a odděleně s jiným politickým systémem, než zbytek okolí.
Místní misie byla postupně přebudována na kostel (dnes katedrála svatého Jiří). V 30. letech 19. století zde byla postavena také první mešita. Vypracován byl plán města podle evropského stylu, který počítal částečně s rovnoběžnými ulicemi. Zbudovány byly domy, které vznikly z dřevěných desek, mnohé se dochovaly do 21. století. Přestěhovali se sem také obyvatelé z města Granville, které bylo zničeno.
V letech 1808 až 1874 bylo město metropolí Britské Západní Afriky.
Do konce 19. století zde vznikly (při uvedené misii) první školy, také továrny a z města Songo Town byla zavedena i železnice. V roce 1893 získal Freetown statut města a v souvislosti s tím i vlastní samosprávu s městskou radou. Domovem byl tehdy pro zhruba třicet tisíc lidí.

### 20. století
V roce 1902 byla zahájena výstavba nové kolonie při Freetownu, která však byla určena jen pro bílé Evropany.
Během první světové války se Freetown stal základnou pro britské operace v Atlantském oceánu. Do přístavu připlouvaly válečné lodě, aby doplnily zásoby, a byly tam také posílány německé obchodní lodě, které se podařilo zajmout. Na africkém pobřeží u Guinejského zálivu se totiž nacházelo několik německých kolonií (Togoland a Kamerun), a proto měla Británie zájem na udržování vojenské přítomnosti v regionu.
Za druhé světové války místní přístav využívalo Britské námořnictvo. Na místním letišti také byly sestavovány letouny, které poté byly odesílány do Egypta, kde probíhaly boje.
Na přelomu 50. a 60. let 20. století byl zbudován nový hluboký přístav (Queen Elizabeth II Quay). V roce 1961 vyhlásila Sierra Leone nezávislost a při té příležitosti se stal Freetown jejím hlavním městem. Zároveň byly posunuty jeho administrativní hranice dále od centra a vznikl nový územní plán.
V závěru 90. let 20. století probíhala v Sieřře Leone občanská válka, během níž bylo město obléháno. Obsadily jej nakonec jednotky ECOWAS, a to s cílem obnovení vlády prezidenta Ahmada Tejana Kabbaha. Revoluční sjednocená fronta se město pokusila dobýt zpět, nicméně neúspěšně. Válka se na městě podepsala nejen ničením, ale i vyháněním obyvatel. Půl milionu sierraleoňanů se stalo tzv. vnitřně vysídlenými osobami, mnohé z nich uprchly právě do hlavního města. Zvýšila se hustota osídlení a vzrostl počet neformálně vzniklých osad a slumů. Ty vznikaly většinou na svazích jižně od středu města (kde jsou rizikem přívalové deště a sesuvy půdy) nebo na mořském břehu (kde jsou rizikem rovněž silné deště).

### 21. století

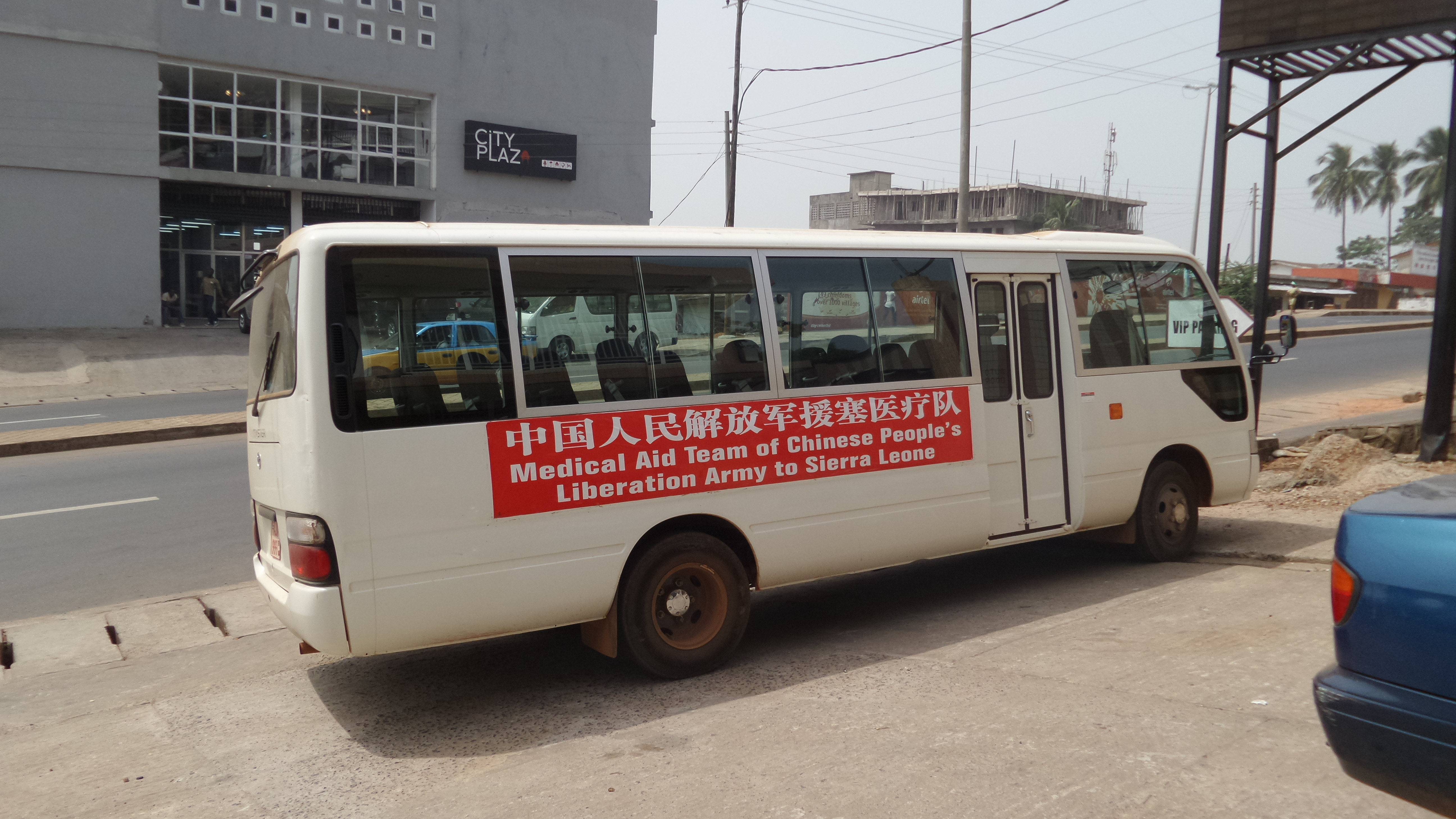
Vozidlo armády Čínské lidové republiky během epidemie eboly.

V druhé dekádě 21. století překonal počet obyvatel Freetownu metu jednoho milionu.
V roce 2014 vypukla ve Freetownu epidemie eboly, při které byla zavedena striktní opatření proti šíření nemoci. V některých částech města byl striktně kontrolován pohyb nebo byly uzavřeny.
V roce 2017 se zde zřítil z Mount Sugar Loaf svah. Při nehodě zemřelo v místní části Regent town okolo tří set lidí. Příčinou tak závažného sesuvu půdy bylo živelné a zcela nekontrolované odlesňování krajiny. Od roku 2020 probíhá rozsáhlý program znovuzalesnění města, v rámci něhož bylo do roku 2025 vysazeno přes milion stromů a do roku 2030 jich má být vysazeno pět milionů.
V roce 2021 došlo k nehodě mezi nákladním automobilem a cisternou s palivem, která vedla v hustě obydlené oblasti ke smrti okolo sta lidí a další stovky zraněných.
Dominantou středu města byl strom Cotton Tree, který připomínal období vzniku města v závěru 18. století. V roce 2023 byl nicméně stržen velkou bouří. Části zničeného stromu byly přeneseny do muzea; z původního kmene zůstala živá pouze jedna menší větev. 
Roku 2025 město zpřísnilo předpisy ohledně hospodaření s odpadem v souvislosti s tím, že odpadové hospodaření v metropoli země je dlouhodobě v žalostném stavu, což ohrožuje zdraví rostoucího města. Rozšířené jsou hojně mnohé druhy nemocí, stejně jako podvýživa.
V centru města dochází k stavebnímu rozvoji; vznikají moderní budovy, pro které je většinou vytvářen prostor demolicí původních slumů nebo jiných nelegálně vzniklých částí metropole.

## Hospodářství
Hlavní město vytváří zhruba jednu třetinu hrubého domácího produktu země, přestože v něm žije jen 15 % jejích obyvatel.
Místní průmysl se věnuje lovu a zpracování ryb, dále je vyvážena rýže a cigarety. Ve městě stojí ropná rafinerie. Společnost Heidelberg Cement zde má továrnu na stavební materiály. Ve Freetownu rovněž sídlí pobočky společností, které působí na území Síerry Leone. Většina obyvatel je nicméně zaměstnána ve službách, časté je nelegální zaměstnávání.

## Kultura

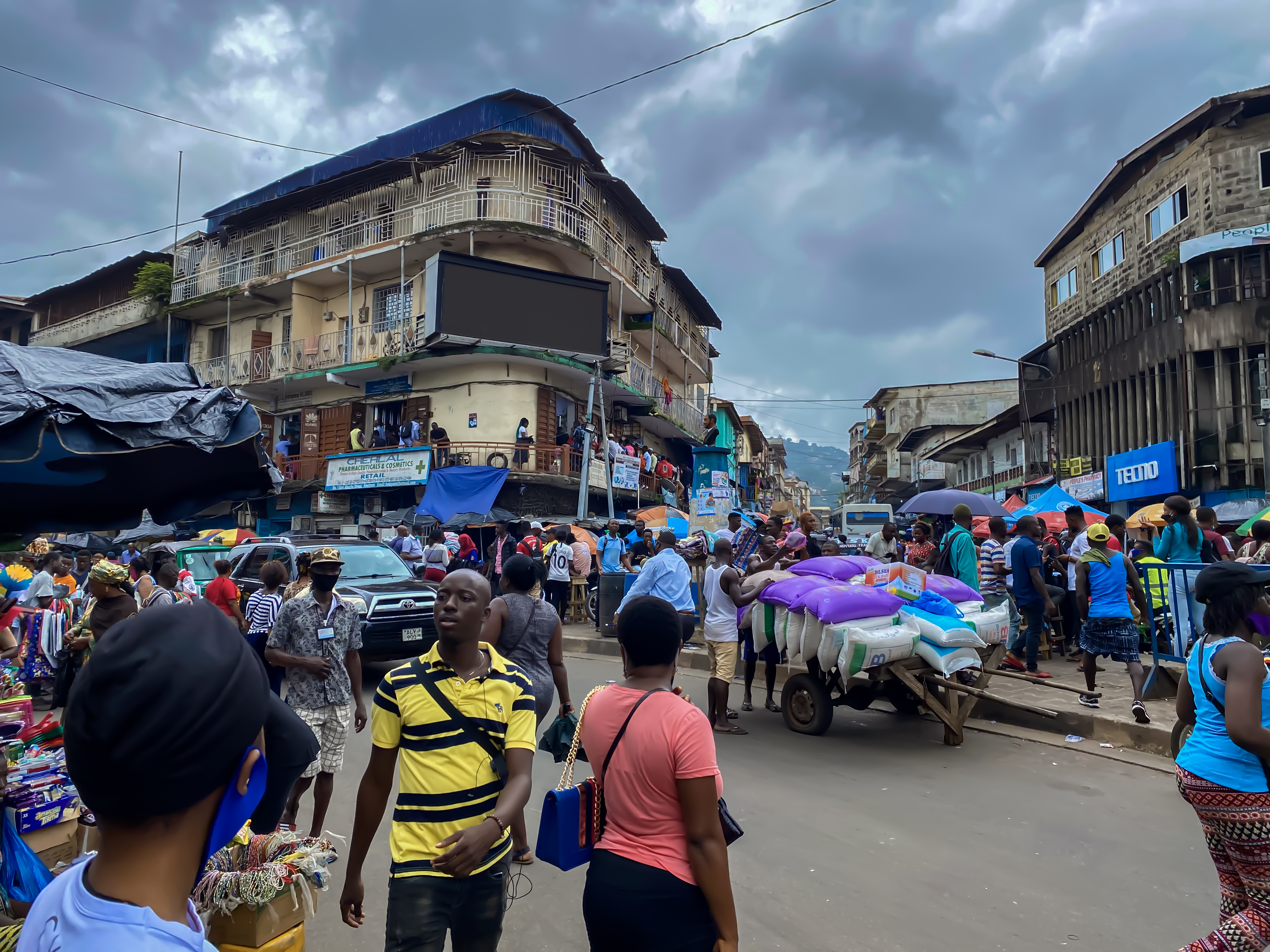
Ulice ve městě.

Ve Freetownu sídlí Národní muzeum Sierry Leone a Národní železniční muzeum Sierry Leone. Pro místní komunitu původních osvobozených otroků ze Spojených států se zde nachází několik památníků a dalších objektů, které vyobrazují jejich dějiny. Dále od centra je umístěno také Muzeum míru, které připomíná padlé z občanských válek.
Ve Freetownu stojí také šimpanzí rezervace.

## Doprava
Živelný růst města bez systematického plánování měl za následek vznik nedostatečné uliční sítě. Přestože v centru města se nachází několik rušných čtyproudých komunikací, i tak jsou časté dopravní zácpy a pomalý přesun mezi jednotlivými částmi Freetownu. Jen asi čtvrtina všech ulic je zpevněná. Velmi špatná veřejná doprava má za následek vysokou míru dopravy individuální; často chybějící chodníky zvyšují nebezpečnost na silnicích a pokud chodníky jsou, jsou často obsazeny trhovci nebo slouží jako parkovací místa. Veřejná doprava má podobu minibusů Poda-poda nebo sdílených taxi. Do města vede národní silnice č. 1.
Ve městě se nachází významný přístav, přirozený přístav na hlubokém moři. Je pojmenován podle britské královny Alžběty II.
Město má rovněž i své mezinárodní letiště, které se nachází v lokalitě Lungi.

## Sport

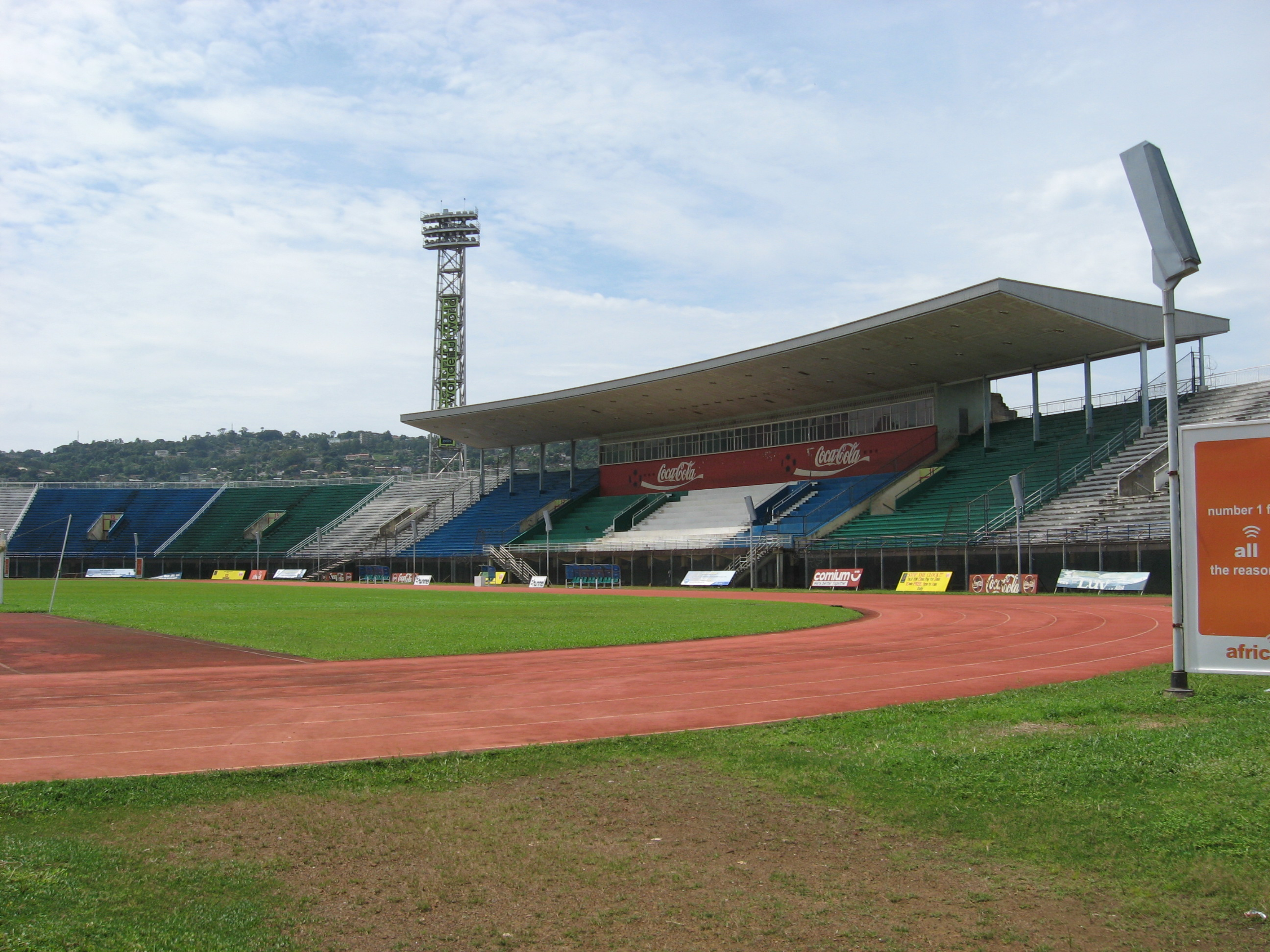
Národní stadion.

Národní stadion slouží k hlavním sportovním akcím. Obklopuje jej sportovní areál, kde jsou tenisové kurty, fotbalová hřiště a další. Nedaleko od něj sídlí i Ministerstvo sportu.

## Osobnosti
- Dele Charley (1948-), spisovatel
- Eunice Barber (1974-), atletka
- Chris Bart-Williams (1974-), fotbalista
- Constance Cummings-John (1918-2000), politik.
- Lamine Conteh (1976-2022), fotbalista
- Umu Hawa Tejan-Jalloh (April 16, 1949-), první ministryně spravedlnosti Sierry Leone